# Kościół św. Jana Ewangelisty w Szczecinie
Kościół św. Jana Ewangelisty w Szczecinie – gotycki, nieorientowany kościół pofranciszkański przy ul. św. Ducha 9 w Szczecinie. Jest jedynym zachowanym obiektem dawnego gotyckiego, franciszkańskiego kompleksu klasztornego. Kościół znajduje się na Europejskim Szlaku Gotyku Ceglanego.

## Historia
Franciszkanie przybyli z Westfalii do Szczecina około roku 1240 . Dla nich to książę pomorski Barnim I ufundował drewniane zabudowania klasztorne oraz mały ceglany kościół na placu w pobliżu murów miejskich . W XIV wieku (w l. 1320–1400) został rozbudowany stając się kościołem z trzynawową halą z wirydarzem i klasztorem oraz trzyprzęsłowym chórem . Jak wykazano podczas wykonanych w 2008  badań dendrochronologicznych więźby dachowej korpusu, drzewa na belki więźby ścięto zimą 1368/69, konstrukcję dachową korpusu kościoła wykonano zatem w 1369 lub najpóźniej w 1370 roku. Korpus nawowy wzniesiono w latach 1350-1360. W 1410 dobudowano kaplicę ku czci Najświętszej Marii Panny . W XV w. dobudowano 10 kaplic między szkarpami.
W roku 1525 franciszkanie opuścili Szczecin, a klasztor stał się przytułkiem dla biednych . Podczas reformacji, po roku 1534, parafianie i duchowni w większości przyjęli reformy Lutra . Kościół stał się od tej chwili, aż do 1945 świątynią ewangelicką. W II połowie XVI w. budynki klasztorne zmieniono na szpital św. Jana, zaś kościół dalej służył celom religijnym. W czasie najazdu szwedzkiego w 1678 roku kościół przeznaczono na kwaterę dla wojska . W roku 1702 był remontowany. W latach 1806–1813 w czasie okupacji francuskiej francuskie wojska zajęły świątynię na magazyn żywności . Ponownie remontowany był w latach 1834-1837. W późniejszych latach (w XIX w.) kościół zamknięto z powodu złego stanu technicznego. Przez długi czas (aż do remontu) był zamknięty, ponieważ groził zawaleniem (do dziś niektóre filary w kościele są wyraźnie odchylone od pionu [zdjęcie]). Dzięki badaniom niemieckiego historyka i konserwatora prof. Hugo Lemckego, w latach 20. i 30. XX wieku przeprowadzono w kościele prace konserwatorskie, które uchroniły obiekt przed zniszczeniem. Po pracach zabezpieczających kościół stał się halą targową i magazynem rekwizytów teatralnych . Stare zabudowania klasztorne rozebrano w 2. połowie XIX w.
Po II wojnie światowej nie był użytkowany . Budynek został przekazany przez władze miejskie kościołowi 15 grudnia 1956, a 16 czerwca 1957 przejęli ją księża pallotyni  i w latach 1957-1958 przeprowadzono kapitalny remont obiektu po zniszczeniach wojennych . W czasie prac usunięto tynki wewnętrzne, odsłaniając gotycką konstrukcję oraz dekoracje figuralne na wspornikach, a także fragmenty późnogotyckich malowideł. Kościół poświęcono 15 listopada 1959  lub 24 listopada 1957. 17 marca 1974 erygowano parafię pw. św. Jana Ewangelisty .
W miejscu rozebranego klasztoru, na starych fundamentach wzniesiono zabudowania klasztorne według projektu dr inż. arch. Stanisława Latoura, staraniem ks. proboszcza Stanisława Świerczka .

## Architektura
Kościół jest halowy, bez ambitu, nie posiada wieży lecz charakterystyczną sygnaturkę umieszczoną między prezbiterium, a korpusem. Interesujący jest również układ prezbiterium: trzyprzęsłowe, jednonawowe, zakończone siedmiobocznie. Tego typu rozwiązanie spotkać można we wczesnogotyckich katedrach francuskich, skąd najprawdopodobniej zostało zapożyczone. Prezbiterium od nawy oddziela łuk tęczowy zakończony wspornikami figuralnymi. Do trzynawowej hali przylega niżej, ale prawie równy wysokością chór, który nietypowo rozszerza się przy końcu. Na zewnętrznej elewacji fryz w kształcie winorośli. Między przyporami naw bocznych rząd płytkich kaplic, trójkątne szczyty korpusu ozdobione są sterczynami i blendami.
Z XV i XVI w. pochodzą szczególnie cenne polichromie we wnętrzu kościoła. Przedstawiają one chłopca z herbem Szczecina (gryfem) oraz Maryję w mandorli w otoczeniu świętych (I ćwierćwiecze XV w.), mistyczne zaślubiny św. Katarzyny (druga ćwierć XV w.), sceny z biskupem przy ołtarzu (I ćwierćwiecze XVI w.) oraz ornament roślinny (II poł. XV w.). W ścianę kościoła wmurowane jest średniowieczne epitafium Henriciusa i Gertrudy Rabenstorpów z 1378. W prezbiterium gotycki fryz z motywem winnej latorośli.
Wewnątrz widać ozdobne detale kamieniarskie, wsporniki łuku tęczowego w kształcie mnichów, liczne płyty nagrobne.
Historyczne wyposażenie kościoła nie zachowało się. Ołtarz główny zaprojektowany został przez prof. Jana Piaseckiego z Poznania, a wykonany przez Józefa Murlewskiego w latach 60. XX w. Pozostałe wyposażenie prezbiterium (ołtarz soborowy, krzyż, ambona, lichtarze itp.) zaprojektował prof. Romuald Sołtys.
Kościół wyposażony jest w barokowe organy z drugiej poł. XVIII w., pochodzące z Mazowsza.
W 2009  kościół dostał dotację z urzędu marszałkowskiego na prace konserwatorskie, restauratorskie i roboty budowlane.
Kościół św. Jana Ewangelisty znajduje się w rejestrze zabytków (nr rej. A-801 z 11.06.1954).
W miejscu rozebranego w 1862 klasztoru postawiona została współczesna zabudowa stylizowanych budynków parafialnych.